# Pólder

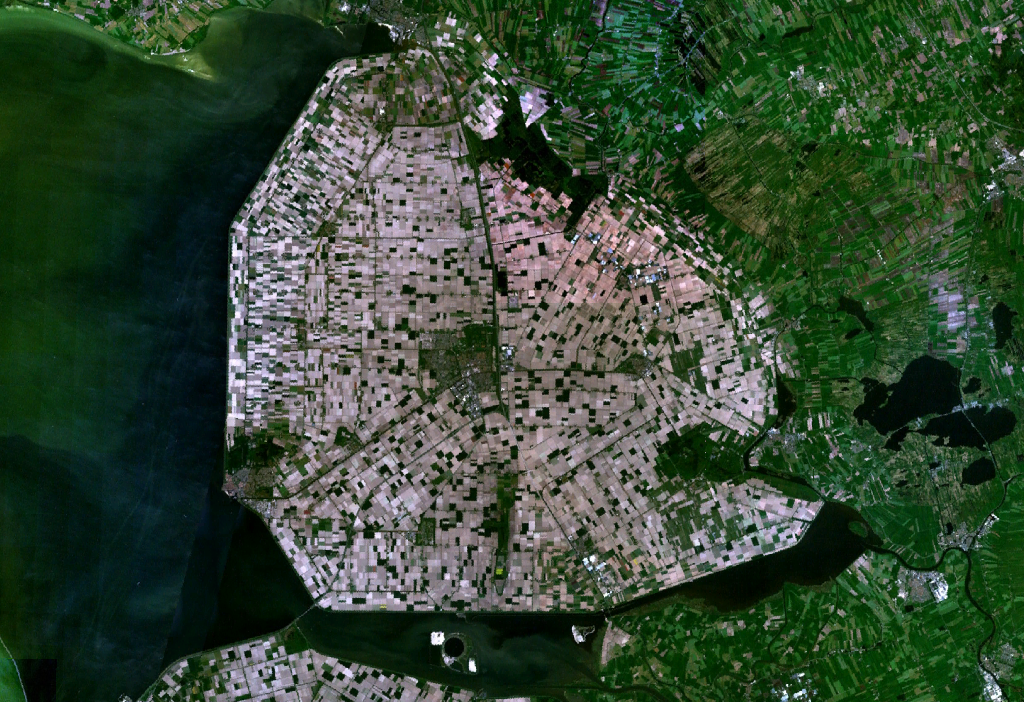
Imagen de un pólder en los Países Bajos, tomada desde un satélite.

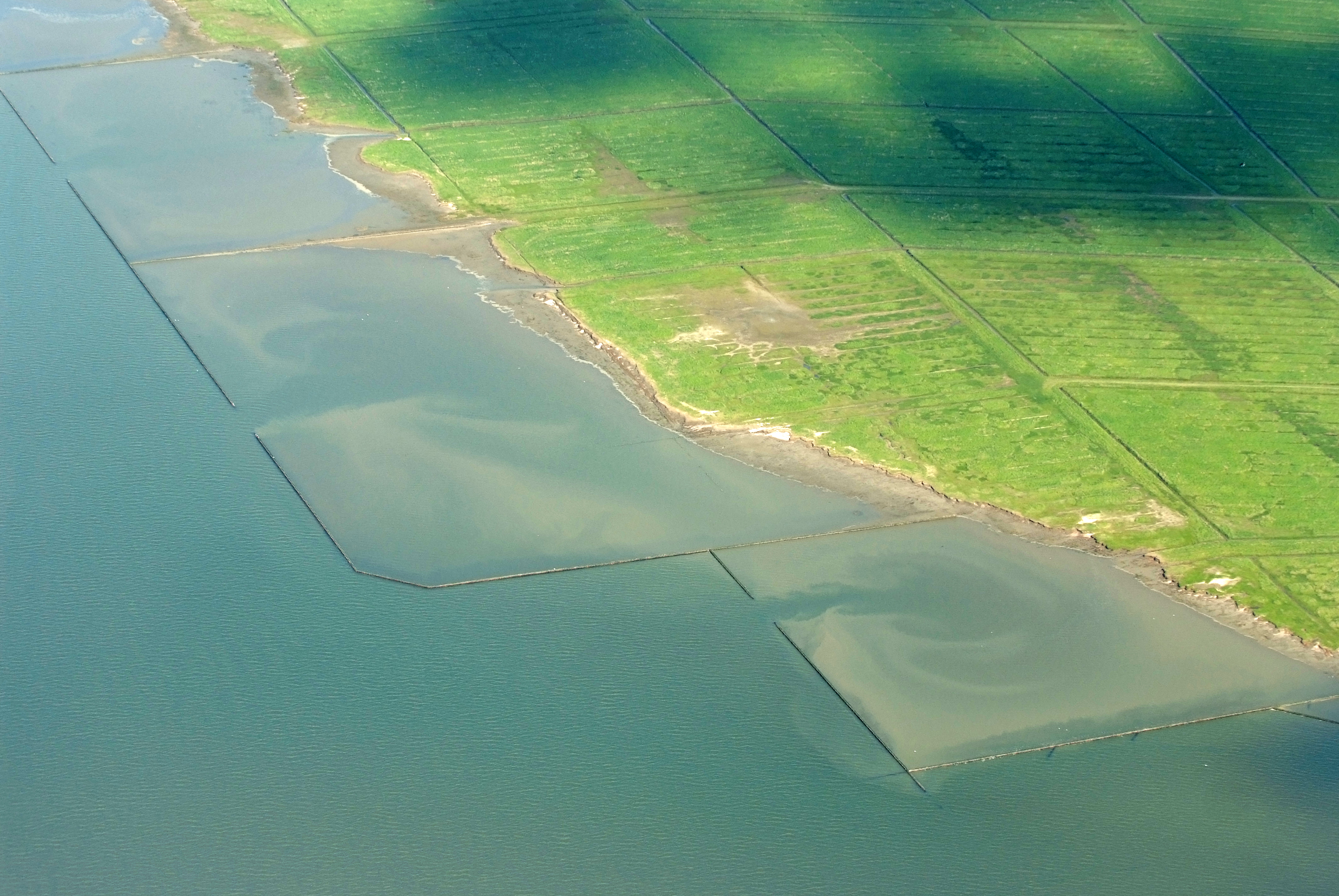
Pólder

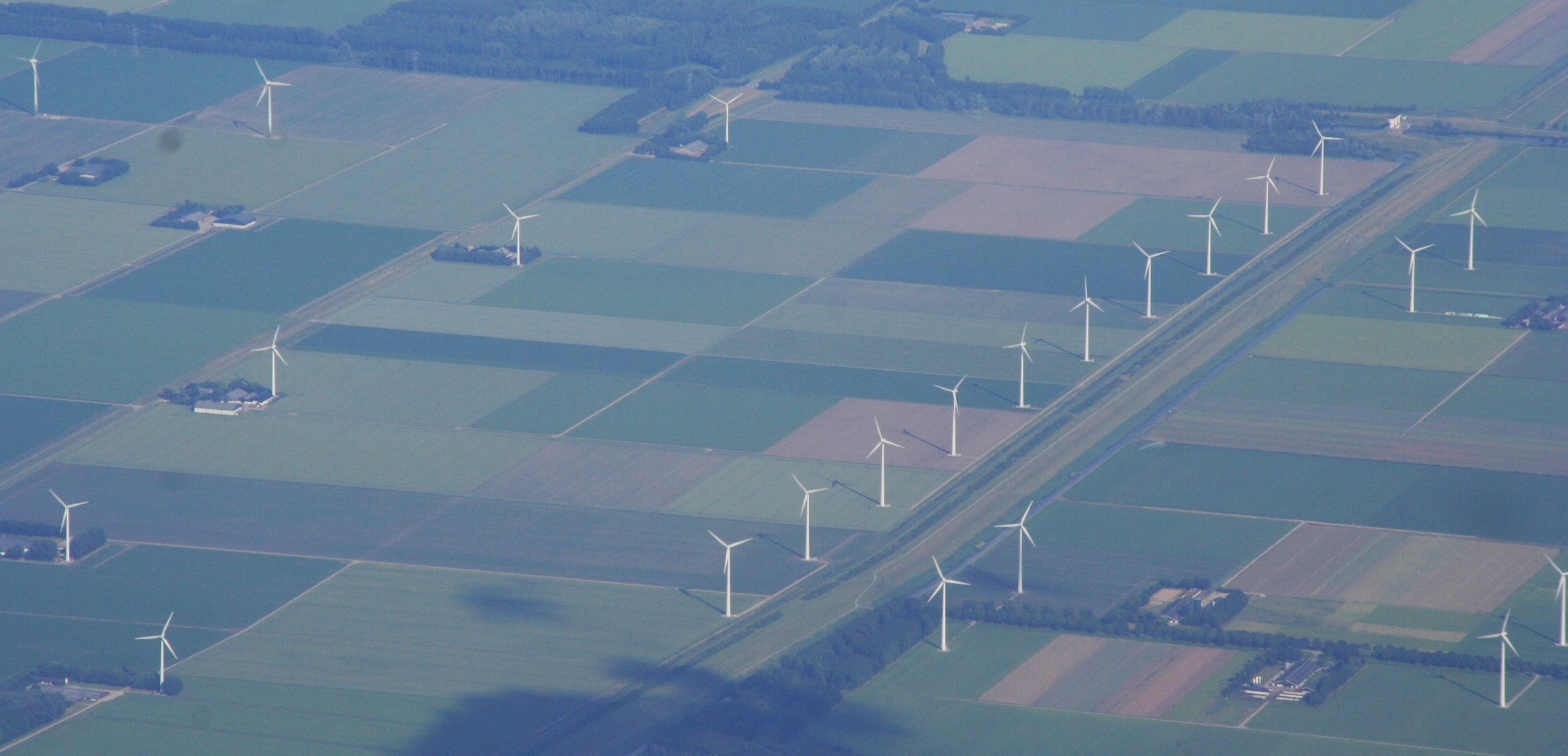
Vista aérea del Flevopolder, en los Países Bajos.

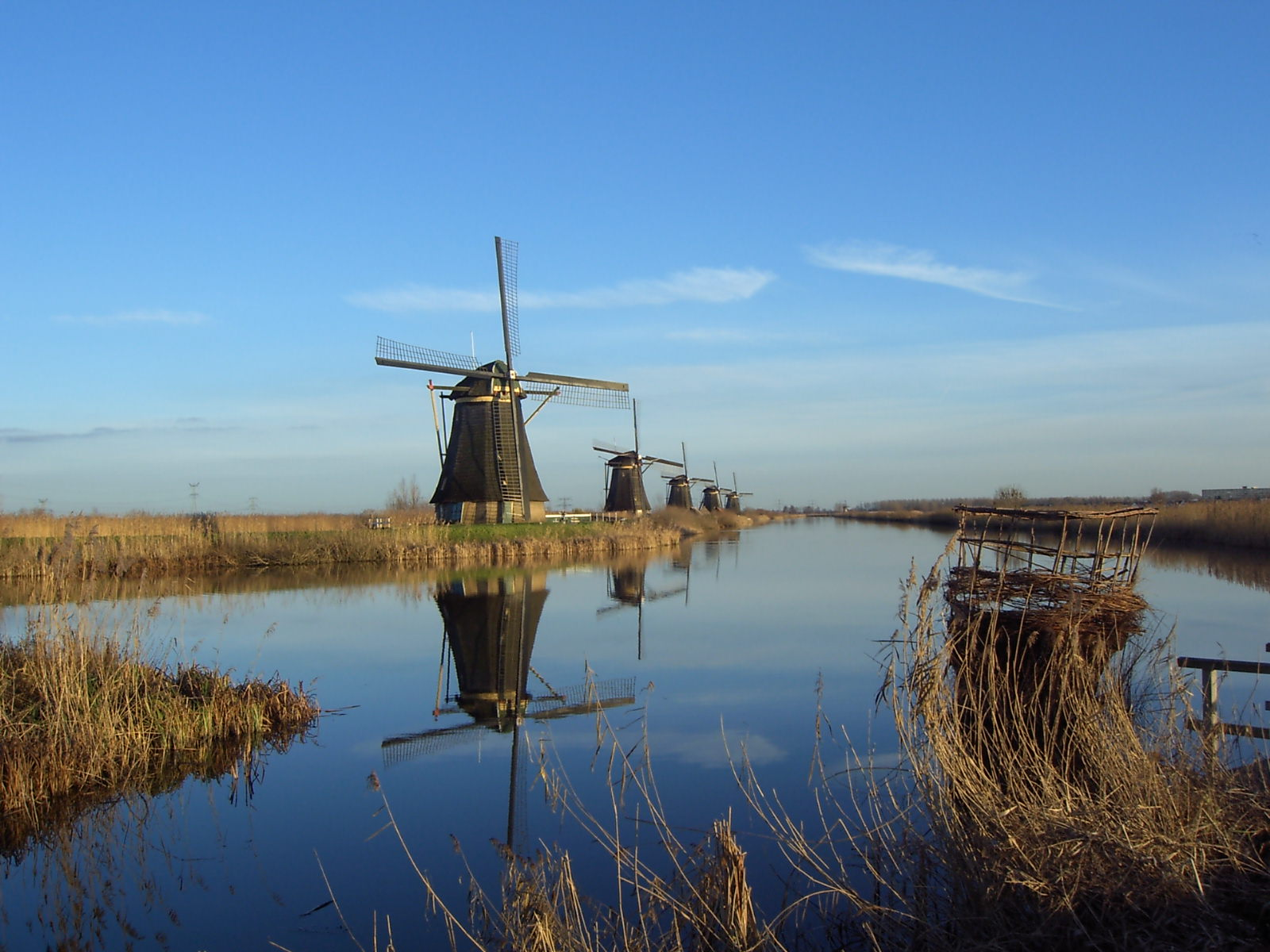
Molinos (bombas) en el dique del pólder Overwaard en Kinderdijk.

Un pólder es una palabra neerlandesa que designa las superficies terrestres ganadas al mar del Norte. Esta técnica se desarrolló por primera vez en el siglo XII, en la región de Flandes. Los neerlandeses se han convertido en auténticos maestros en el arte de conquistar las tierras situadas a orillas del mar, que se hallan a su mismo nivel o inferior, para darles de esta forma un aprovechamiento agrícola.

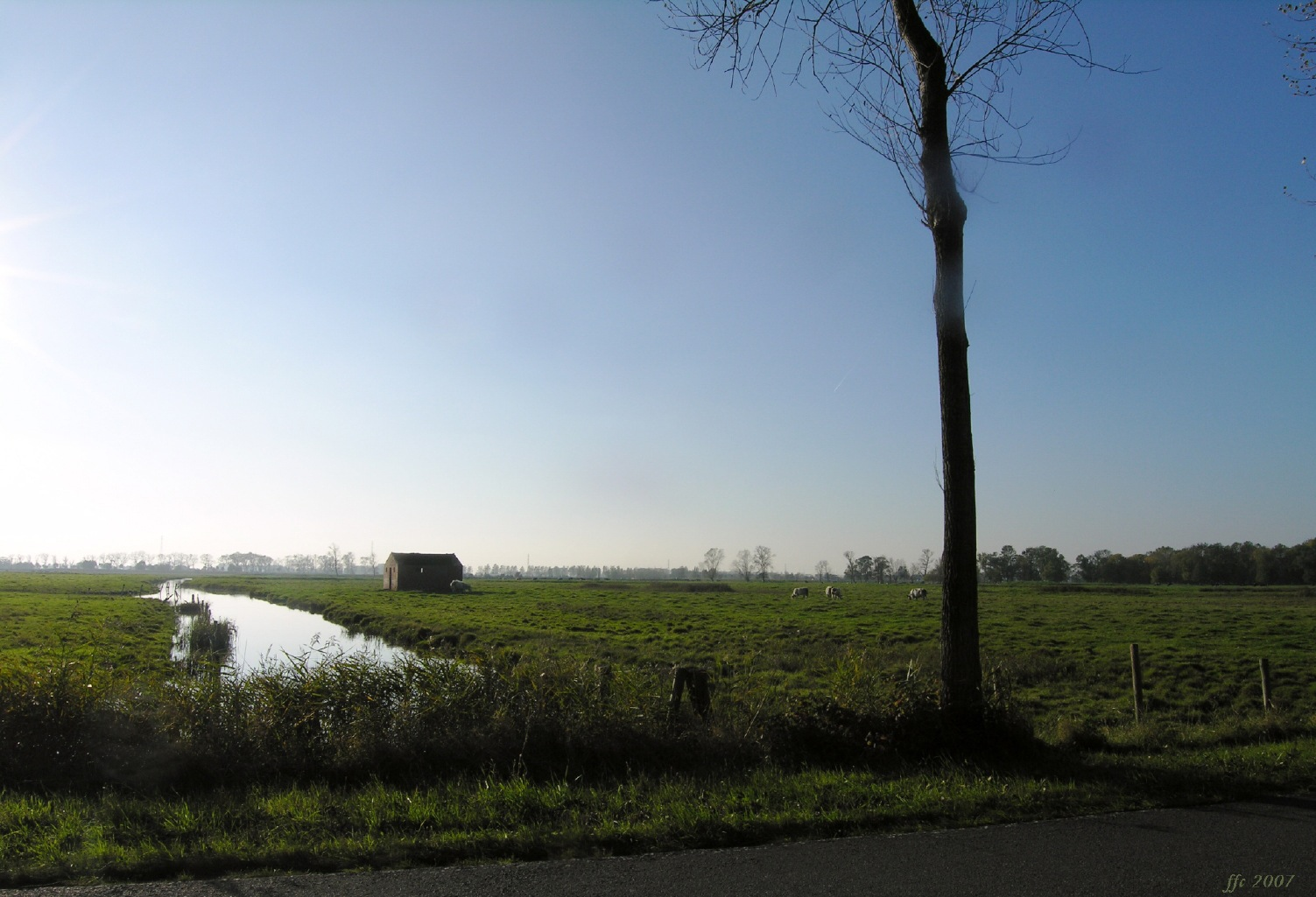
Un pólder del en Brujas (Bélgica)

Uno de los ejemplos más significativos de pólder lo encontramos en el lago de Ĳssel, parcialmente desecado y cultivado. Este tipo de técnicas han sido aplicadas en otros lugares del mundo: consisten en aislar por medio de diques un espacio cubierto por el mar, permanentemente o durante la marea alta. La desecación se realiza mediante el bombeo hacia el mar del excedente de agua de la cubeta artificial resultante, construyendo a continuación una red de drenajes y canales que conducen las aguas pluviales y evitan el encenagamiento de los suelos. Este proceso da lugar a un paisaje geométrico, animado antaño por bombas de agua movidas por el viento, en forma de molinos, cuya función era activar las maquinarias de captación del agua, con el fin de reconducirla a través del sistema de canales.
Por extensión, el término «pólder» se aplica a todos los terrenos húmedos (como marismas, lagos y llanuras aluviales) que han sido desecados con fines agrícolas, industriales o portuarios. Fuera de los Países Bajos, se han construido pólderes principalmente en Francia (antiguas marismas costeras de La Vendée, Saintogne), en Bélgica, en Italia (en la Toscana, el Lacio y el Véneto), en España (en Andalucía y en Asturias), en Israel (en el Valle de Jule), en Portugal, en Japón, en Egipto y en Singapur (Isla Jurong).
Los pólderes corren el riesgo de inundarse en todo momento, por lo que hay que tener cuidado de proteger los diques circundantes. Los diques suelen construirse con materiales locales, y cada material tiene sus propios riesgos: la arena es propensa al colapso debido a la saturación por el agua; la turba seca es más ligera que el agua y potencialmente incapaz de retener el agua en épocas muy secas. Algunos animales excavan túneles en la barrera, permitiendo que el agua se infiltre en la estructura; la rata almizclera es conocida por esta actividad y cazada en algunos países europeos por ello. Los pólderes suelen encontrarse, aunque no exclusivamente, en deltas fluviales, antiguos pantanos y zonas costeras.
La inundación de pólderes también se ha utilizado como táctica militar en el pasado. Un ejemplo es la inundación de los pólderes a lo largo del río Yser durante la Primera Guerra Mundial. durante la Primera Guerra Mundial. Al abrir las compuertas con marea alta y cerrarlas con marea baja, los pólderes se convirtieron en un pantano inaccesible, lo que permitió a los ejércitos aliados detener al ejército alemán en la batalla del río Yser.
Los Países Bajos tienen una gran extensión de pólderes: hasta el 20% de la superficie terrestre ha sido ganada al mar en algún momento del pasado, contribuyendo así al desarrollo del país. IJsselmeer es el proyecto de pólder más famoso de Holanda. Otros países con pólderes son Bangladés, Bélgica, Canadá y China. Algunos ejemplos de pólderes holandeses son Beemster, Schermer, Flevopolder y Noordoostpolder.

## Etimología
La palabra holandesa polder deriva sucesivamente del holandés medio polre, del holandés antiguo polra, y en definitiva de pol-, un pedazo de tierra elevado sobre su entorno, con el sufijo aumentativo -er y epentético -d-. La palabra se ha adoptado en treinta y seis idiomas.

## En los Países Bajos

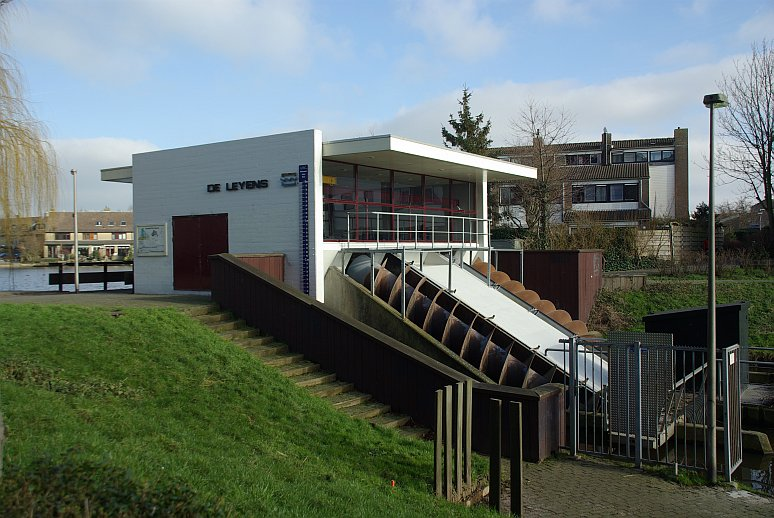
Estación de bombeo en Zoetermeer, Países Bajos: el pólder se encuentra más bajo que el agua circundante al otro lado del dique. Los tornillos de Arquímedes son claramente visibles.

Los Países Bajos se asocian con frecuencia a los pólderes, ya que sus ingenieros se destacaron por desarrollar técnicas para drenar los humedales y hacerlos utilizables para la agricultura y otros desarrollos. Esto se ilustra con el dicho: "Dios creó el mundo, pero los holandeses crearon los Países Bajos".
Los holandeses tienen una larga historia de recuperación de marismas y pantanos, lo que ha dado como resultado unos 3000 pólderes en todo el país. En 1961, aproximadamente la mitad de la tierra del país, 18.000 kilómetros cuadrados (6.800 millas cuadradas), se recuperó del mar. Aproximadamente la mitad de la superficie total de los pólderes del noroeste de Europa se encuentra en los Países Bajos. Los primeros terraplenes en Europa se construyeron en la época romana. Los primeros pólderes se construyeron en el siglo XI. El pólder existente más antiguo es el pólder Achtermeer, de 1533.
Como resultado de los desastres causados por las inundaciones, se crearon juntas de agua denominadas waterschap (cuando se encuentra más tierra adentro) o hoogheemraadschap (cerca del mar, utilizada principalmente en la región de Holanda) para mantener la integridad de las defensas contra el agua alrededor de los pólderes, mantener las vías fluviales dentro de un pólder y controlar los distintos niveles de agua dentro y fuera del pólder. Las juntas de agua celebran elecciones separadas, recaudan impuestos y funcionan independientemente de otros organismos gubernamentales. Su función es básicamente sin cambios incluso hoy en día. Como tales, son las instituciones democráticas más antiguas del país. La necesaria cooperación entre todos los rangos para mantener la integridad del pólder dio su nombre a la versión holandesa de política de la tercera vía: el modelo de pólder.
El desastre de la inundación de 1953 impulsó un nuevo enfoque para el diseño de diques y otras estructuras de retención de agua, basado en una probabilidad aceptable de desbordamiento. El riesgo se define como el producto de la probabilidad y las consecuencias. El daño potencial en vidas, propiedades y costos de reconstrucción se compara con el costo potencial de las defensas contra el agua. De estos cálculos se deduce un riesgo aceptable de inundación del mar de uno en 4000 a 10 000 años, mientras que es de uno en 100 a 2500 años para una inundación fluvial. La política particular establecida guía al gobierno holandés para mejorar las defensas contra inundaciones a medida que se dispone de nuevos datos sobre los niveles de amenaza.
Los principales pólderes holandeses y los años en que se secaron incluyen Beemster (1609-1612), Schermer (1633-1635) y Haarlemmermeerpolder (1852). Los pólderes creados como parte de Zuiderzee Works incluyen Wieringermeerpolder (1930), Noordoostpolder (1942) y Flevopolder (1956-1968).

## Ejemplos de otros pólders

### Brasil
Varias ciudades de la región del Valle del Paraíba (en el estado de São Paulo) tienen pólderes en terrenos reclamados a las llanuras aluviales en torno al río río Paraíba do Sul. 

### Bangladés
Bangladés cuenta con 139 pólderes, de los cuales 49 están orientados al mar, mientras que el resto se encuentran a lo largo de los numerosos distributarios del delta del río Ganges-Brahmaputra-Meghna. Se construyeron en la década de 1960 para proteger la costa de las inundaciones provocadas por las mareas y reducir la salinización. Reducen las inundaciones y anegamientos a largo plazo tras las  mareas de tempestad de los ciclones tropicales. También se cultivan para la agricultura.

### Bélgica

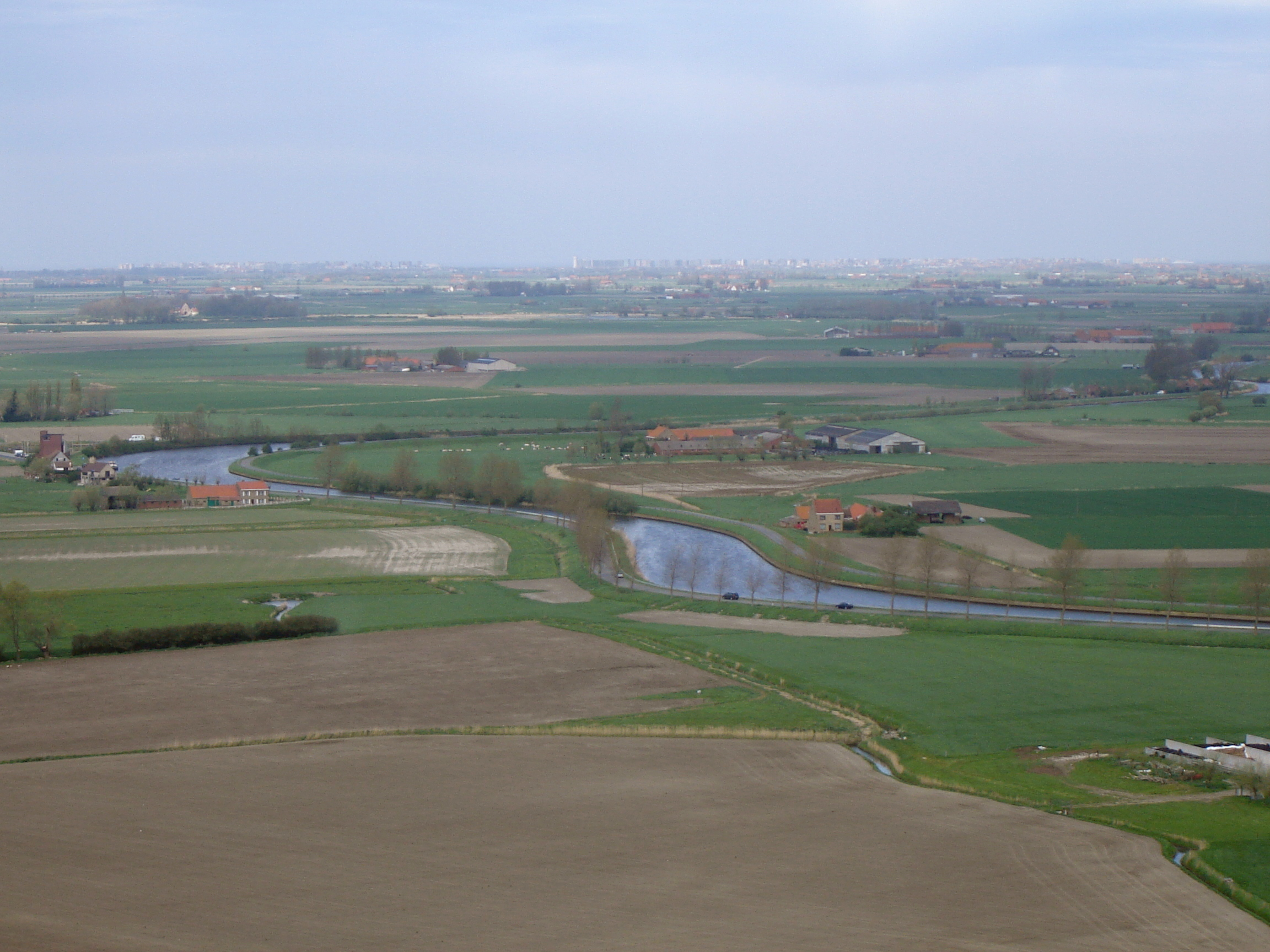
El río Yser y los pólderes de Flandes Occidental cerca de Diksmuide

- De Moeren, cerca de Veurne en Flandes Occidental
- Pólderes a lo largo del río Yser entre Nieuwpoort y Diksmuide
- Pólderes de Muisbroek y Ettenhoven, en Ekeren y Hoevenen
- Pólder de Stabroek, en Stabroek
- Pólder de Kabeljauw, en Zandvliet
- Scheldepolders, en la orilla izquierda del el Escalda
- Pólderes de Uitkerkse, cerca de Blankenberge, en Flandes Occidental.
- Prosperpolder, cerca de Doel, Amberes y Kieldrecht.

### Canadá
- Marismas de Tantramar
- Holland Marsh
- Reserva Ecológica de Pitt Polder
- Grand Pré, Nueva Escocia
- Cuenca de Minas

### China
- La ciudad de Kunshan cuenta con más de 100 pólderes.[10]

#### Historia
La región de Jiangnan, en el delta del río Yangtsé, tiene una larga historia de construcción de pólderes. La mayoría de estos proyectos se realizaron entre los siglos X y XIII. El gobierno chino también ayudó a las comunidades locales a construir diques para el drenaje del agua de los pantanos. El sistema de autocontrol Lijia (里甲) de 110 hogares bajo un jefe lizhang (里长) se utilizaba para la administración de servicios y la recaudación de impuestos en el pólder, con un liangzhang (粮长, jefe del grano) responsable del mantenimiento del sistema de agua y un tangzhang (塘长, jefe del dique）para el mantenimiento del pólder.

### Dinamarca
- Filsø
- Lammefjorden

### Finlandia
- Söderfjärden
- Munsmo
- Dos pólderes (3 km² en total) cerca de Vassor en Korsholm

### Francia
- Marais Poitevin
- Les Moëres, adyacente al pólder flamenco De Moeren en Bélgica.
- Polders de Couesnon cerca de Mont-Saint Michel en Normandía[14]

### Alemania

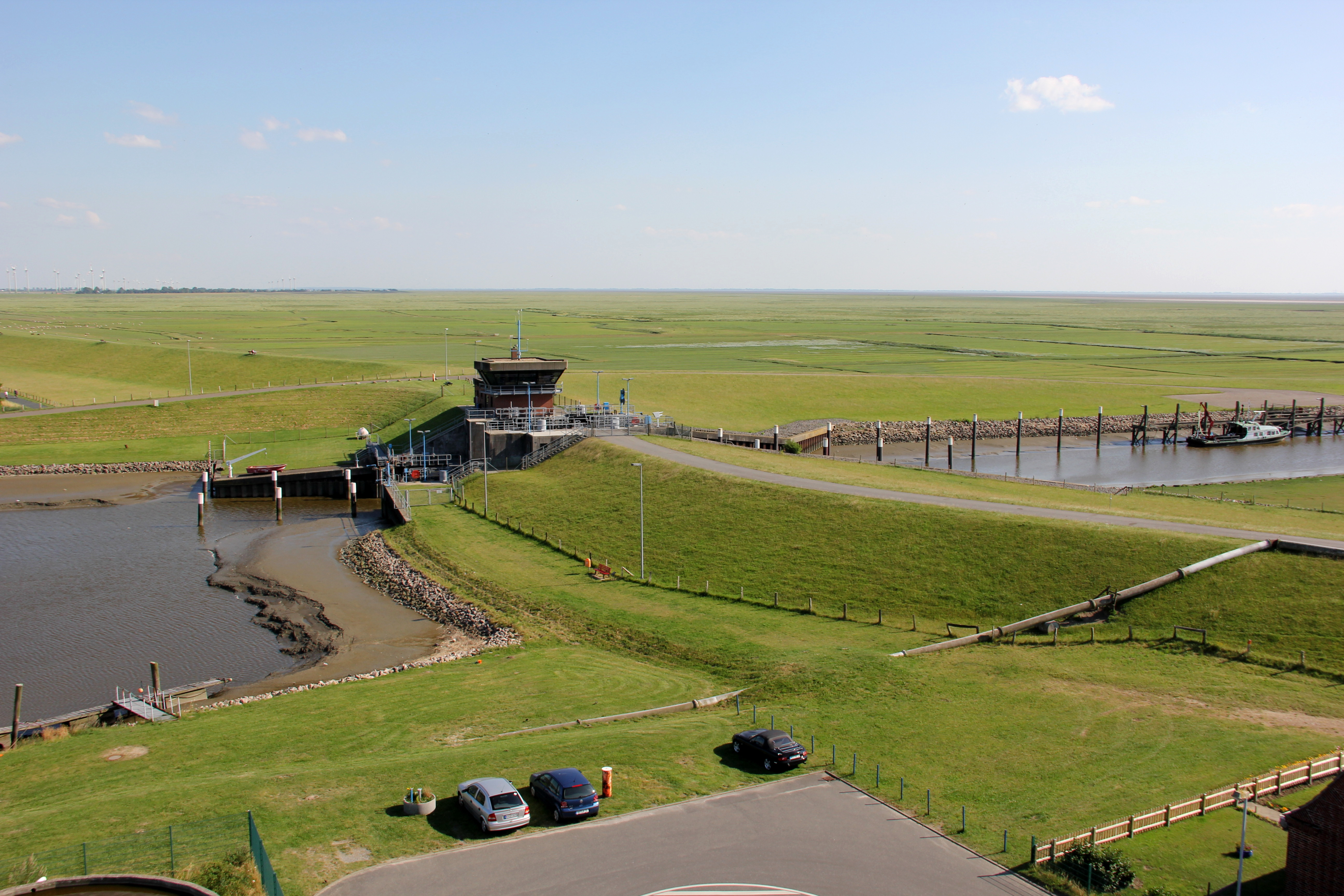
Friedrichskoog es un pólder en Schleswig-Holstein

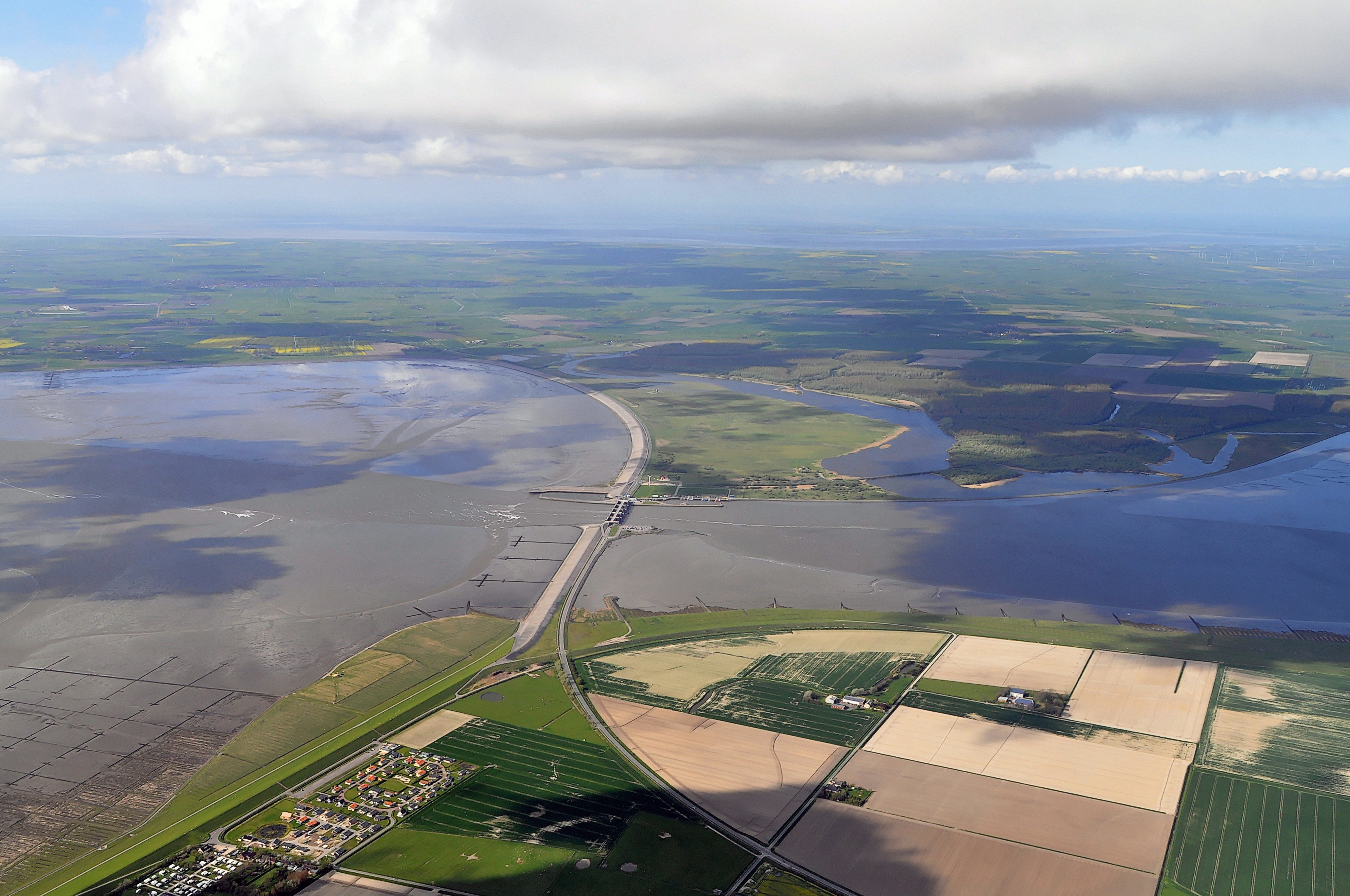
Wesselburenerkoog

En Alemania, los terrenos ganados al mar se denominan koog. El sistema alemán Deichgraf era similar al holandés y es ampliamente conocido por la novela de Theodor Storm El jinete del caballo blanco.
- Altes Land, cerca de Hamburgo
- Blockland y Hollerland, cerca de Bremen
- Nordstrand (Alemania)
- Bormerkoog y Meggerkoog cerca de Friedrichstadt
- 36 koogs en el distrito de Nordfriesland
- 12 koogs en el distrito de Dithmarschen

En el sur de Alemania, el término pólder se utiliza para designar las cuencas de retención recreadas mediante la apertura de diques durante la restauración de llanuras aluviales fluviales, un significado algo opuesto al del contexto costero.

### Guyana
- Black Bush Polder, Corentyne, Berbice.

### India
- Región de Kuttanad, Kerala[15][16]

### Irlanda
- Lough Swilly, Co. Donegal. Cerca de Inch Island y Newtowncunningham.[17]

### Italia
- Delta del río Po, como Bonifica Valle del Mezzano

### Japón
- Alrededor del Mar de Ariake en Kyushu, principalmente en la Saga, pero también en las prefecturas de Fukuoka y Kumamoto.

### Lituania
- Isla de Rusnė

### Países Bajos

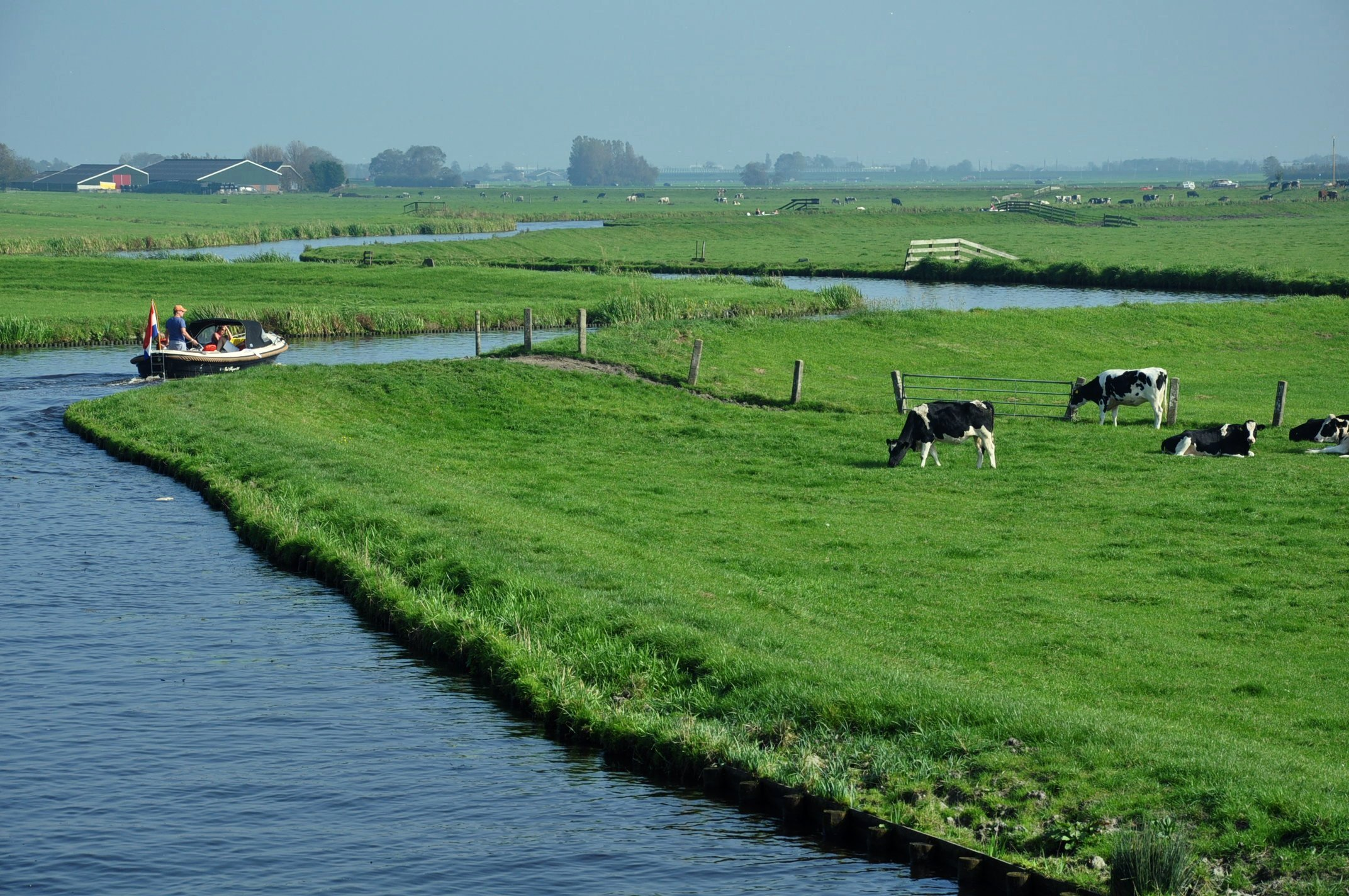
El serpenteante Stingsloot separa el Vrouw Vennepolder (izquierda) y el Rode Polder (derecha)

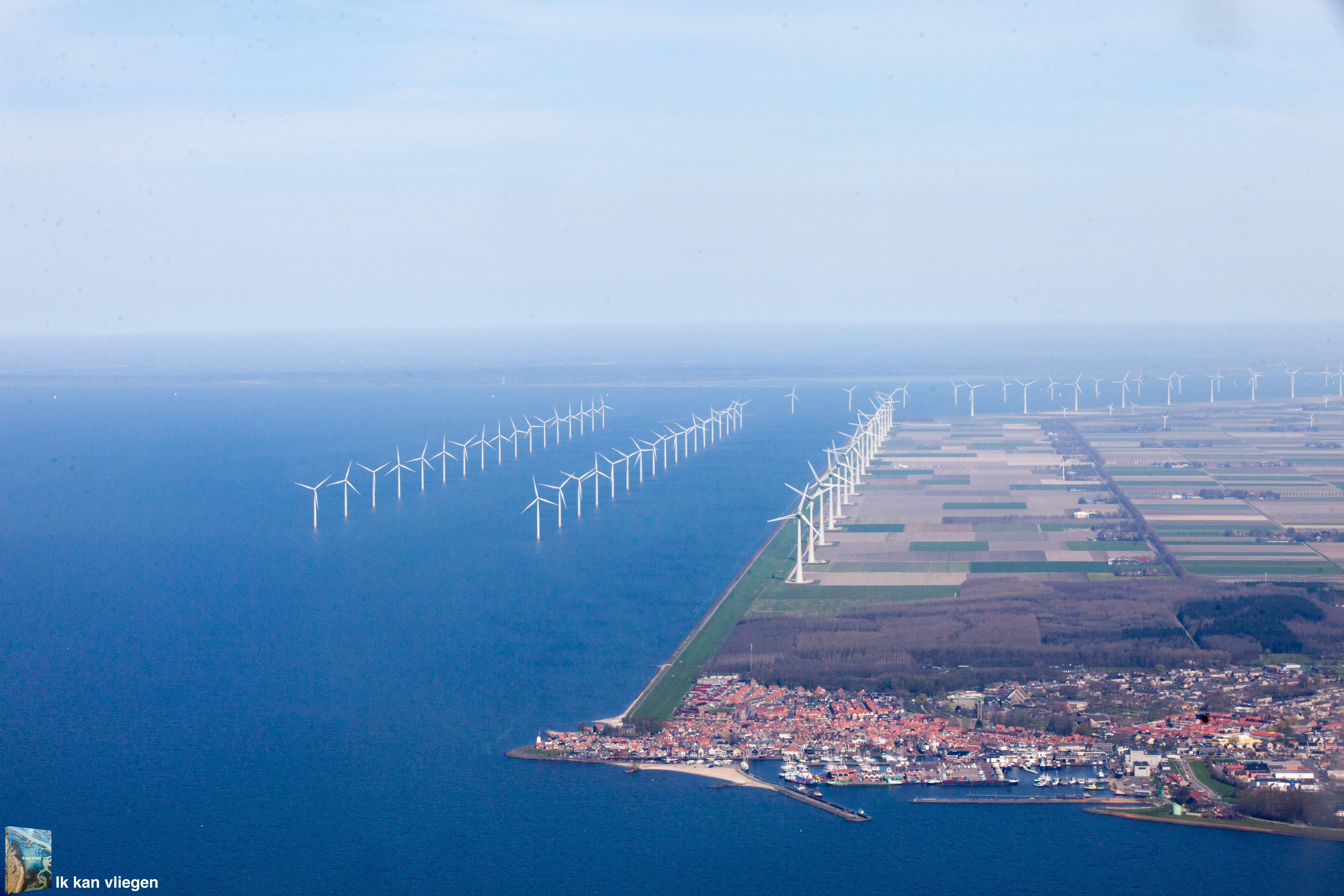
Granjas eólicas en el Noordoostpolder

Zonas de los Países Bajos situadas bajo el nivel del mar (azul)

- Achtermeer, el pólder más antiguo, de 1533
- Alblasserwaard, que contiene los molinos de viento de Kinderdijk, declarado Patrimonio de la Humanidad
- Alkmaar
- Andijk
- Anna Paulownapolder
- Beemster, Patrimonio de la Humanidad
- Bijlmermeer
- Flevopolder, la mayor isla artificial del mundo, el pólder más joven, cuya última parte se drenó en 1968
- 's-Gravesloot
- Haarlemmermeer, que contiene el aeropuerto de Schiphol
- Krimpenerwaard
- Lauwersmeer
- Mastenbroek
- Noordoostpolder
- Pólder de Prins Alexander
- Purmer
- Schermer
- Watergraafsmeer
- Wieringermeer
- Wieringerwaard
- Wijdewormer
- Zestienhoven, sede del Aeropuerto de Róterdam La Haya (Overschie), en la ciudad de Róterdam.
- Zuidplaspolder, junto con Lammefjord en Dinamarca el punto más bajo de la Unión Europea.

### Polonia
- Vístula delta cerca de Elbląg y Nowy Dwór Gdański
- Warta delta cerca de Kostrzyn nad Odrą

### Singapur
- Partes de Pulau Tekong

### Eslovenia
- El Ankaran/Ancarano Polder (en esloveno: Ankaranska bonifika), Semedela Polder (Semedelska bonifika), y Škocjan Polder (Škocjanska bonifika) en terrenos ganados al mar alrededor de Koper/Capodistria.

### Corea del Sur
- Partes de la costa de la isla de Ganghwa, adyacente al río Han en Incheon
- Delta del río Nakdong en Busan
- Saemangeum en la provincia de Jeolla del Norte

### España
- Partes de Málaga se construyeron sobre terrenos ganados al mar

### Reino Unido
- Traeth Mawr
- Sunk Island, en la orilla norte del Humber al este de Hull
- Caldicot and Wentloog Levels a lo largo del Severn Estuary en el sur de Gales
- Partes de The Fens
  - Branston Island, junto al río Witham fuera de la zona convencional de los fens pero conectada a ellos.
- Partes de la costa de Essex
- Algunas tierras a lo largo del río Plym en Plymouth
- Algunas tierras alrededor de Meathop, al este de Grange-over-Sands, ganadas como efecto secundario de la construcción de un ferrocarril. embankment
- Somerset Levels y North Somerset Levels
- Romney Marsh
- Sealand, Flintshire
- Humberhead Levels

### Estados Unidos
- Nueva Orleans
- Delta del río Sacramento - San Joaquín